# Johann Joseph Ignaz von Döllinger
Johann Joseph Ignaz von Döllinger (pronunciación en alemán: /ˈɪɡnaːts fɔn ˈdœlɪŋɐ/; 28 de febrero de 1799  –  14 de enero de 1890), también Doellinger en inglés, era un  teólogo, sacerdote e historiador de la iglesia que rechazó el dogma de infalibilidad papal. Entre sus escritos que resultaron controvertidos, su crítica del papado antagonizó a los ultramontanos, sin embargo, su reverencia por la tradición molestó a los liberales del movimiento del catolicismo liberal.
Se le considera un contribuyente importante a la doctrina, el crecimiento y el desarrollo de la Iglesia católica antigua, aunque él mismo nunca se unió a esa denominación.

## Primeros años
Nacido en Bamberg, Baviera, Döllinger provenía de una familia intelectual, su abuelo y su padre habían sido eminentes médicos y profesores de ciencias médicas; la familia de su madre estaba igualmente consumada. El joven Döllinger se educó por primera vez en el gimnasio (gymnasium, escuela) de Würzburg, donde adquirió conocimientos de italiano. Un monje benedictino le enseñó inglés en privado. Comenzó a estudiar filosofía natural en la Universidad de Würzburg, donde su padre ahora tenía una cátedra. En 1817 comenzó el estudio de la filosofía y filología mental, y en 1818 se dedicó al estudio de la teología, que él creía que estaba por debajo de todas las demás ciencias. También aprendió español en la universidad. Particularmente se dedicó a un estudio independiente de la historia eclesiástica, un tema enseñado con mucha indiferencia en la iglesia católica romana de Alemania en ese momento. En 1820 conoció a Victor Aimé Huber (1800–1869), quien lo influenció mucho.

## Carrera
Después de estudiar en el seminario eclesiástico de Bamberg, el 5 de abril de 1822 fue ordenado sacerdote católico para la Diócesis de Bamberg, y en noviembre fue nombrado capellán de Markscheinfeldt en Middle Franconia. En 1823 se convirtió en profesor de historia eclesiástica y derecho canónico en el liceo de Aschaffenburg. Luego obtuvo su doctorado y en 1826 se convirtió en profesor de teología en la Universidad de Múnich, donde pasó el resto de su vida. Aproximadamente en esta época se trajo sobre sí mismo las críticas de Heinrich Heine, que entonces era editor de un periódico de Múnich. El despiadado Sátira describió el rostro del profesor como el "más sombrío" de toda la procesión de eclesiásticos que tuvo lugar el Viernes Santo.
En 1836, Döllinger hizo su primera visita a Inglaterra y conoció a varios importantes intelectuales ingleses, incluidos John Henry Newman y William Gladstone, con quienes mantuvo contacto de por vida. Durante muchos años, varios jóvenes ingleses se alojaron con él en Múnich y recibieron dirección en sus estudios; entre ellos Lord Acton. A Acton se le había negado la entrada a la Universidad de Cambridge porque era católico, y posteriormente fue a Múnich donde estudió en la Universidad de Múnich y residió en la casa de Döllinger. Se hicieron amigos para toda la vida. Döllinger le inspiró un profundo amor por la investigación histórica y una profunda concepción de sus funciones como instrumento crítico en el estudio de la libertad sociopolítica.
En 1837 fue nombrado miembro extraordinario de la Real Academia de Ciencias de Baviera, en 1843 miembro titular y desde 1860 fue secretario de su sección histórica.
En 1845, Döllinger fue nombrado representante de su universidad en la segunda cámara de la legislatura bávara. En 1839 el rey le había otorgado una canonjía en la capilla real (Hofkollegiatstift) de San Cayetano en Múnich; y el 1 de enero de 1847 fue nombrado preboste mitrado o jefe de ese cuerpo de canónigos. Sin embargo, ese mismo año fue destituido de su cátedra, en castigo a su protesta como representante de la universidad en el Landtag bávaro, al que había sido designado en 1844, contra la destitución de varios profesores universitarios. En 1849 fue invitado a ocupar la cátedra de historia eclesiástica. En 1848, cuando casi todos los tronos de Europa se vieron sacudidos por la propagación de los sentimientos revolucionarios, fue elegido delegado a la asamblea nacional alemana en Frankfurt. Habló con valentía a favor de la libertad de la Iglesia para gestionar sus asuntos sin la interferencia del estado.
En 1857 Döllinger y Acton viajaron a Roma, donde ambos estaban desencantados con la dirección del papado bajo Pío IX. Döllinger también estaba preocupado porque el Papa era el jefe de Estado de los Estados Pontífices. En algunos discursos en Múnich en 1861, declaró abiertamente su opinión de que el mantenimiento de la Iglesia Católica Romana no dependía de la soberanía temporal del Papa. Su libro sobre "La Iglesia y las Iglesias" (Múnich, 1861) abordó en cierta medida la misma cuestión.
En 1863 invitó a 100 teólogos a reunirse en Mechelen y discutir la cuestión que los liberales Lamennais y Lacordaire habían planteado en Francia, a saber, la actitud que debería asumir la Iglesia Católica Romana hacia las ideas modernas. En su discurso, "Sobre el pasado y el futuro de la teología católica", Döllinger abogó por una mayor libertad académica.

## Vistas

### Protestantismo
Por otro lado, Döllinger publicó un tratado en 1838 contra los matrimonios mixtos, y en 1843 escribió enérgicamente a favor de exigir a los soldados protestantes que se arrodillaran ante la consagración de la Hostia cuando fueran obligados oficialmente a estar presentes en la Misa. Sus obras sobre "La Reforma" (3 vols. Ratisbona, 1846-1848) y sobre "Lutero" (1851, Eng, tr., 1853) es muy severo con los líderes protestantes, y también acepta, en sus trabajos anteriores, la visión ultramontana entonces vigente sobre la condición práctica de la Iglesia de Inglaterra, una visión que luego cambió. Mientras tanto, había sido bien recibido en Inglaterra; y luego viajó a los Países Bajos, Bélgica y Francia, familiarizándose con la condición y perspectivas de la Iglesia Católica Romana. En 1842 entró en correspondencia con los líderes del movimiento Tractarian en Inglaterra, y se han conservado algunas cartas interesantes que fueron intercambiadas entre él y Edward Pusey, William Ewart Gladstone y  James Hope-Scott. Cuando el último se unió a la Iglesia de Roma, Döllinger lo felicitó calurosamente por el paso que había dado.

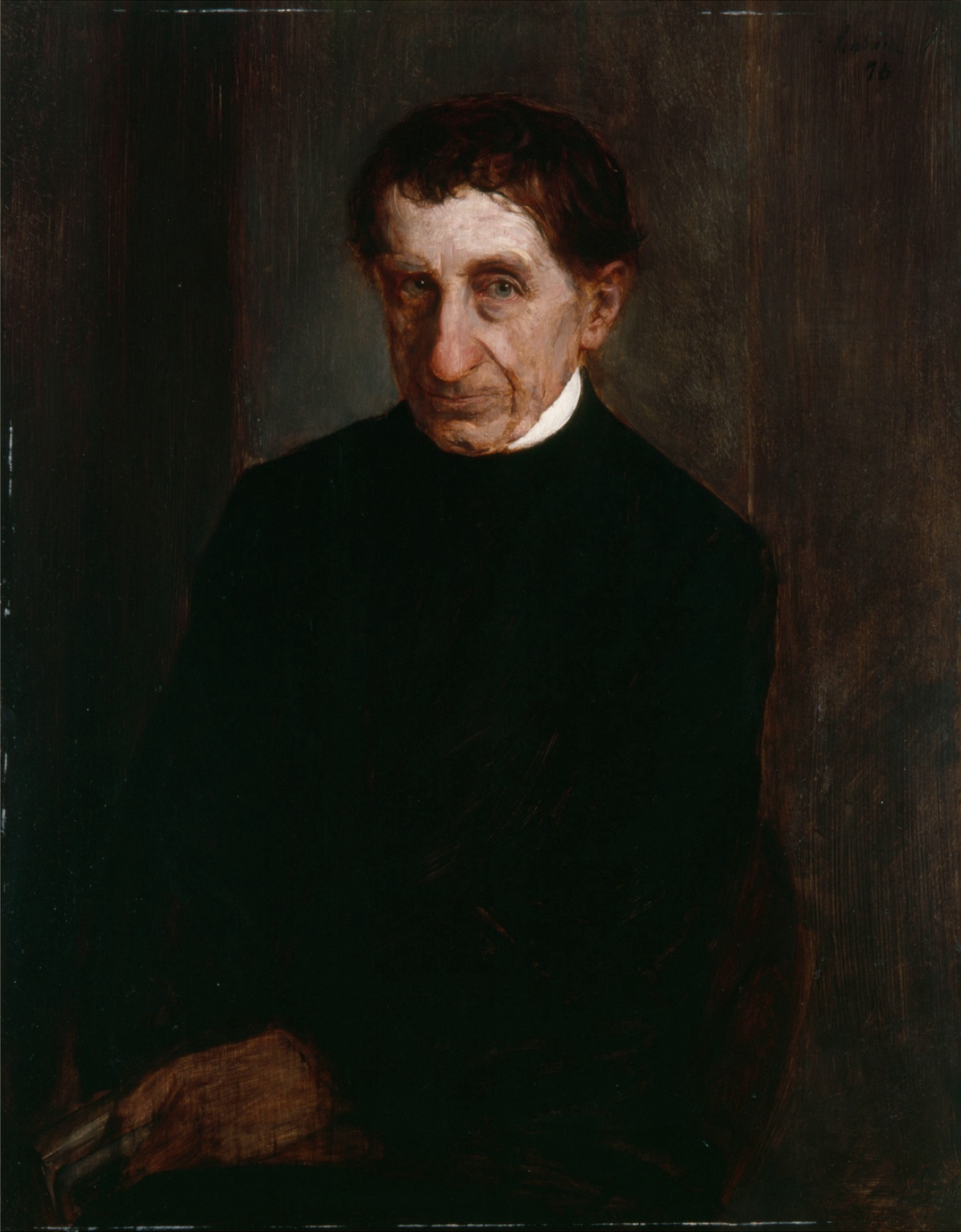
Retrato de Döllinger, por Franz von Lenbach, 1878.

### Judaísmo
"El pueblo judío se movía en un círculo de ideas religiosas de las cuales sólo una parte se expresaba en su literatura sagrada", escribió Döllinger. "Lejos de ser letra muerta en manos de un pueblo que vive en estancamiento espiritual, [los judíos] fueron dotados instintivamente del poder y el impulso de desarrollarse de manera orgánica y constante. La tradición, por un lado, y la condición religiosa del toda la nación, toda su historia, por otro lado, actuaron y reaccionaron vigorosamente unos sobre otros".  Esta referencia favorable al vigoroso "espíritu" del judaísmo va en contra de las críticas más comunes de la religión expresadas por teólogos del siglo XIX y pensadores de la contra-ilustración.

## Liberalismo
Se ha dicho que en sus primeros años Döllinger era un pronunciado Ultramontano. Este no parece haber sido del todo el caso; porque, muy temprano en su carrera como profesor en Múnich, los jesuitas atacaron su enseñanza de la historia eclesiástica. El célebre  Adam Möhler se pronunció a favor de Döllinger, después de lo cual se hicieron amigos. Döllinger también entabló relaciones con el conocido católico liberal francés Félicité Robert de Lamennais, cuyas opiniones sobre la reconciliación de la Iglesia Católica Romana con los principios de la sociedad moderna (liberalismo) y el La Revolución francesa había despertado muchas sospechas en los círculos ultramontanos, principalmente dominados por los jesuitas. En 1832 Lammenais y sus amigos  Lacordaire y  Montalembert, visitaron Alemania, obteniendo una considerable simpatía en sus intentos de lograr una modificación de la actitud de la iglesia ante los problemas modernos y los principios políticos liberales.
Döllinger también parece haber considerado favorablemente la remoción, por parte del gobierno bávaro, en 1841, del profesor Kaiser [¿quién?] de su cátedra, porque había enseñado la infalibilidad del Papa.

### Autoridad papal
Se ha dicho que el cambio de actitud de Döllinger hacia el papado databa de la guerra italiana en 1859. Es más probable que, como Robert Grosseteste, hubiera estado adscrito al papado como el único centro de autoridad, y el sólo garantía para el orden público en la Iglesia, pero que su experiencia del funcionamiento real del sistema papal (y especialmente una visita a Roma en 1857) lo había convencido hasta cierto punto de cómo su ideal divergía de la realidad. Cualesquiera que fueran sus razones, finalmente se convirtió en el líder de aquellos que se oponían enérgicamente a cualquier adición o definición más estricta de los poderes del papado.[cita requerida]
Los discursos pronunciados en el congreso católico de Malinas fueron una declaración en la dirección de una solución liberal del problema de las relaciones entre Iglesia y Estado. Pío IX pareció dudar, pero después de cuatro días de debate se ordenó clausurar la asamblea. El 8 de diciembre de 1864, Pío IX publicó el famoso Syllabus Errorum, en el que declaró la guerra contra el liberalismo y el cientificismo desenfrenado. Fue en relación con esta cuestión que Döllinger publicó su "Pasado y presente de la teología católica" (1863) y su "Universidades pasadas y presentes" (Múnich, 1867).

### Concilio Vaticano y conferencia de Múnich

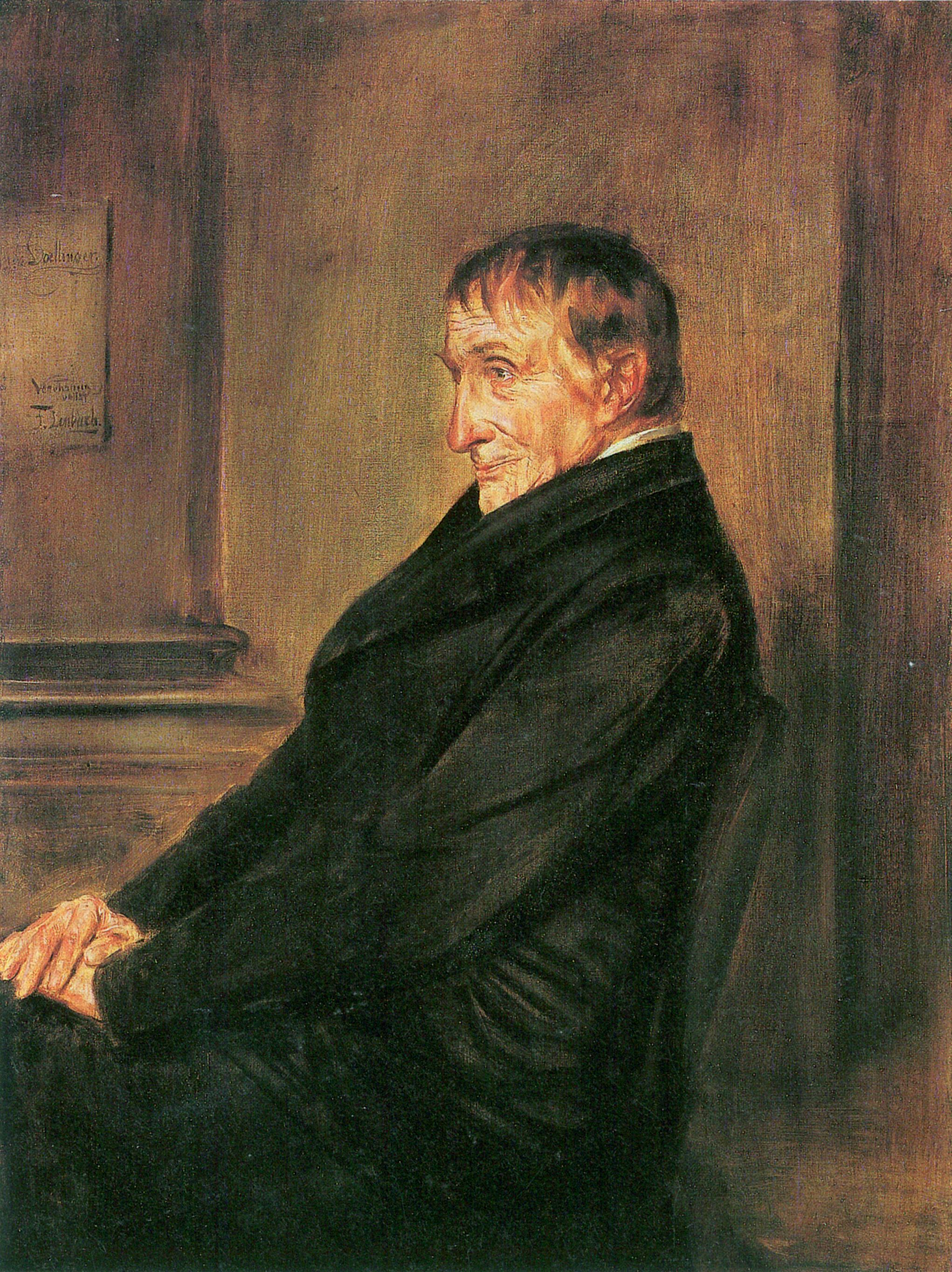
Retrato de Döllinger, por Franz von Lenbach, 1892.

Fue por esta época que algunos de los principales teólogos de la Iglesia Católica Romana, deseando definir más claramente, la autoridad del Papa, aconsejaron a Pío IX que declarara Infalibilidad papal un dogma de la Iglesia universal. Sin embargo, no hubo un consenso universal sobre el tema; y algunos obispos, aunque no se opusieron, consideraron inoportuna su promulgación. La sede de la oposición era Alemania y su líder era Döllinger. Entre sus partidarios estaban sus amigos cercanos  Johann Friedrich y  J. N. Huber, en Baviera.
En el resto de Alemania, Döllinger fue apoyado por profesores de la facultad católica de teología en Bonn, incluido el canonista Johann Friedrich von Schulte, Franz Heinrich Reusch,  Joseph Langen, Joseph Hubert Reinkens y otros distinguidos eruditos. En Suiza, el profesor Eduard Herzog y otros eruditos apoyaron el movimiento.
A principios de 1869 empezaron a aparecer las Cartas de Janus (que se tradujeron inmediatamente al inglés; 2ª ed. "Das Papsttum", 1891). Fueron escritos por Döllinger junto con Huber y Friedrich. En ellos menospreciaron el "Syllabus" y su incompatibilidad con el pensamiento moderno. Argumentaron que el concepto de infalibilidad papal era intelectualmente indefendible, aunque su interpretación difería de la propuesta.
Durante el concilio, que se reunió el 8 de diciembre de 1869, Augustin Theiner, el bibliotecario de la  Vaticano, entonces en desgracia con el Papa por su abierto liberalismo, mantuvo informados a sus amigos alemanes del curso. de las discusiones. Las "Cartas de Quirinus", escritas por Döllinger y Huber en relación con los procedimientos aparecieron en los periódicos alemanes, y Charles Rivington publicó una traducción al inglés. Los procedimientos del Concilio fueron frecuentemente tormentosos, y los oponentes del dogma de la infalibilidad se quejaron de que fueron interrumpidos y de que se hicieron esfuerzos para sofocarlos a gritos. El dogma fue finalmente adoptado por una abrumadora mayoría, y los obispos disidentes, que, con la excepción de dos, habían abandonado el concilio antes de la división final, se sometieron uno por uno.
Döllinger encabezó una protesta de cuarenta y cuatro profesores en la Universidad de Múnich, y reunió un congreso en Múnich, que se reunió en agosto de 1870 y emitió una declaración contraria a los decretos del Vaticano. En Baviera, donde la influencia de Döllinger fue mayor, prevaleció una fuerte determinación de resistir las resoluciones del consejo.
Pero el arzobispo de Múnich consideró que la autoridad del concilio era primordial, y pidió a Döllinger que se sometiera. En lugar de someterse, Döllinger, el 28 de marzo de 1871, dirigió una memorable carta al arzobispo, negándose a suscribir los decretos. Se oponían, dijo, a las escrituras, a las tradiciones de la Iglesia durante los primeros 1000 años, a la evidencia histórica, a los decretos de los concilios generales y a las relaciones existentes de la Iglesia Católica Romana con el estado en cada país. en el mundo. "Como cristiano, como teólogo, como historiador y como ciudadano", agregó, "no puedo aceptar esta doctrina".

## Excomunión
El 18 de abril de 1871 Gregor von Scherr, Arquidiócesis católica de Múnich y Freising excomulgó a Döllinger.
El 29 de febrero de 1871, Döllinger fue elegido rector-magnificus de la Universidad de Múnich por 54 votos contra seis. Varias otras universidades le otorgaron un título honorífico: Doctor en Derecho Civil, Universidad de Oxford, 1871; Doctor en Derecho, Universidad de Edimburgo, 1872; Doctor en Derecho, Universidad de Marburg; Doctor en Filosofía, Universidad de Viena.
El clero bávaro disidente invitó al Obispo Loos de la Antigua Iglesia Católica de los Países Bajos, que durante más de 150 años había existido independientemente del Papado, a administrar el sacramento de Confirmación en Baviera. La oferta fue aceptada y el obispo fue recibido con arcos de triunfo y otras demostraciones de alegría por parte de los católicos bávaros. Los tres obispos católicos holandeses se declararon dispuestos a consagrar un obispo "no infalibilista" para Baviera, si así lo deseaban. La cuestión fue discutida en una reunión de los oponentes de la doctrina del Concilio Vaticano I, y se resolvió elegir un obispo y pedir a los obispos holandeses del Antiguo Orden que lo consagraran. Döllinger, sin embargo, votó en contra de la propuesta y se retiró de cualquier paso adicional hacia la promoción de este movimiento.

## La Antigua Iglesia Católica
La negativa de Döllinger hizo perder a Bavaria en el movimiento; y el número de simpatizantes bávaros se redujo aún más cuando los secesionistas, en 1878, permitieron que sus sacerdotes se casaran, una decisión que Döllinger, como se sabía, lamentó sinceramente. La Comunión Católica Antigua, sin embargo, se constituyó formalmente, con Joseph Hubert Reinkens a la cabeza como obispo, y todavía continúa existiendo en Alemania en su conjunto y, más marginalmente, en Baviera.

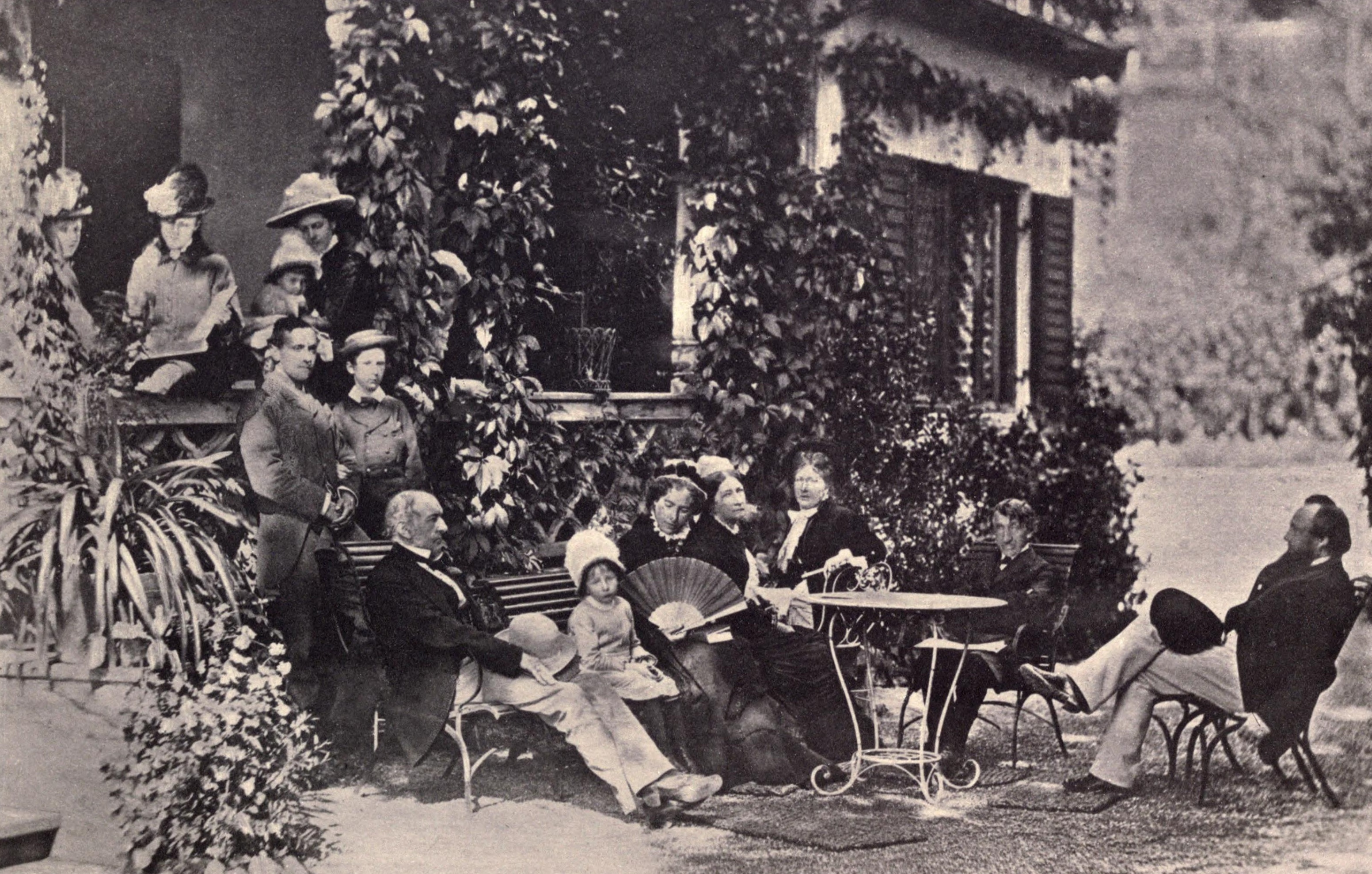
Döllinger, con Lord Acton y William Ewart Gladstone, 1879.

La actitud de Döllinger hacia la nueva comunidad no estaba muy claramente definida. "No deseo unirme a una sociedad cismática; estoy aislado". Döllinger insistía regularmente, su iglesia seguía siendo la antigua Iglesia Católica, "la única santa iglesia católica y apostólica".

## Conferencias de reunión
Sus discursos sobre la reunión de las iglesias, pronunciados en la Conferencia de Bonn de 1872, muestran que de ninguna manera fue hostil hacia la comunión recién formada católica antigua, en cuyos intereses se llevaron a cabo estas conferencias. En 1874 y nuevamente en 1875, presidió las conferencias de reunión celebradas en Bonn a las que asistieron destacados eclesiásticos de las islas británicas y de las iglesias orientales no romanas, entre los que se encontraban el obispo Christopher Wordsworth de Lincoln; El obispo Harold Browne de Ely; Lord Plunket, arzobispo de Dublín; Licurgo, griego ortodoxo arzobispo de Syros y Tenos;  Canon Liddon; y el profesor ortodoxo ruso Ossmnine de San Petersburgo. En la última de estas dos conferencias, cuando Döllinger tenía 76 años, pronunció una serie de discursos en alemán e inglés en los que discutió el estado de la teología en el continente, la cuestión de la reunión y la condición religiosa de los diversos países de Europa en la que dominaba la Iglesia Católica Romana. No el menor de sus logros en esta ocasión fue el exitoso intento, hecho con extraordinario tacto, habilidad, conocimiento y perseverancia, para inducir a los orientales, anglicanos y católicos antiguos presentes a aceptar una fórmula de concordia extraída de los escritos de los principales teólogos de la Iglesia griega sobre la cuestión de la procesión del Espíritu Santo.

## Beca en jubilación
Conseguido este resultado, pasó el resto de sus días retirado, saliendo a veces de su retiro para dar discursos sobre cuestiones teológicas, y también escribiendo, junto con su amigo Reusch, su último libro, Geschichte der Moralstreitigkeiten in der römisch-katholischen Kirche seit dem sechszehnten Jahrhundert mit Beiträgen zur Geschichte und Charakteristik des Jesuitenordens (Nördlingen, 1889), en el que se ocupa de la teología moral de Alfonso María de Ligorio. Murió en Múnich a la edad de noventa y un años. Incluso en "articulo mortis" se negó a recibir los sacramentos del párroco a costa de la sumisión, pero los últimos oficios fueron realizados por su amigo el profesor Friedrich. Está enterrado en el Alter Südfriedhof en Múnich.

## Obras
- The Eucharist in the First Three Centuries (Mainz, 1826)
- A Church History (1836, Eng. trans. 1840)
- Hippolytus and Callistus (1854, Eng. trans., 1876)
- First Age of Christianity (1860)
- Lectures on the Reunion of the Churches
- The Vatican Decrees
- Studies in European History (tr. M. Warre, 1890)
- Miscellaneous Addresses (tr. M. Warre, 1894)[11]

## Otras lecturas
- Dalberg-Acton, John (1861). "Döllinger's 'History of Christianity'," The Rambler, Vol. IV, pp. 145–175.
- Dalberg-Acton, John (1861). "Döllinger on the Temporal Power," The Rambler, Vol. VI, pp. 1–62.
- Dalberg-Acton, John (1867). "Döllinger on Universities," The Chronicle, Vol. XIII, pp. 57–59.
- Howard, Thomas Albert (2017). The Pope and the Professor: Pius IX, Ignaz von Dollinger, and the Quandary of the Modern Age. Oxford: Oxford University Press.
- Marshall, Arthur F. (1890). "Dr. Döllinger and the 'Old Catholics'," The American Catholic Quarterly Review, Vol. XV, pp. 267–283.
- Strauss, Gerald (1975). "Success and Failure in the German Reformation," Past & Present, No. 67, pp. 30–63.
- Tonsor, S.J. (1959). "Ignaz von Döllinger: Lord Acton's Mentor," Anglican Theological Review, Vol. XLI, No. 2, pp. 211–215.
- Tonsor, S.J. (1959). "Lord Acton on Döllinger's Historical Theology," Journal of the History of Ideas, Vol. XX, pp. 329–352.